# Temista

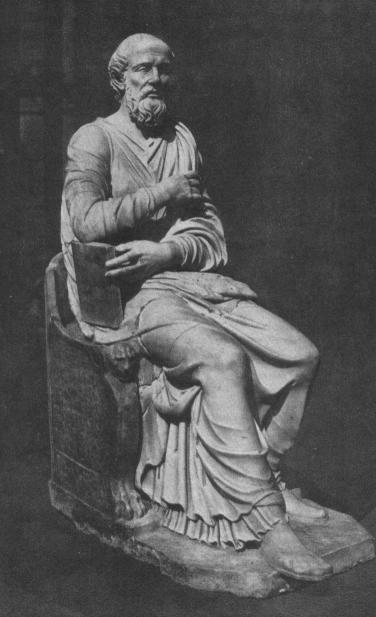
Estatua vaticana de San Hipólito, cuya parte inferior podría haber pertenecido a una estatua de Temista.

Temista de Lámpsaco (en griego: Θεμίστη) fue una filósofa de principios del siglo III a. C. seguidora del filósofo Epicuro.

## Vida e influencia
Es la única filósofa citada por el antiguo gramático y filólogo egipcio Dídimo de Alejandría, y la única mujer filósofa según Lactancio. Fue una seguidora del epicureísmo y se decía de ella que era «una especie de Solón hembra». Temista fue hija de Zoilos y esposa del filósofo epicúreo Leonte. El matrimonio admiraba a Epicuro, considerándolo como un padre y llamando a su hijo con el mismo nombre del maestro.
La escuela de Epicuro era inusual, ya que se permitía que asistieran mujeres. También la filósofa Leontion asistió a la escuela de Epicuro aproximadamente al mismo tiempo. No conservamos escritos de Temista, aunque Diógenes Laercio dejó constancia de la correspondencia con el maestro y que una de las obras de Epicuro se tituló A Temista. También se conserva un fragmento epistolar dirigido a Temista en un papiro herculaneo. Cicerón ridiculiza a Epicuro por escribir «innumerables volúmenes en alabanza a Temista», en lugar de hombres más dignos como Milcíades, Temístocles o Epaminondas. Clemente de Alejandría cita a Temista y Leontion junto con Judith y Ester como mujeres capaces de ser sabias.
Se ha argumentado que la estatua vaticana de San Hipólito tiene la parte inferior del cuerpo en forma de una líder epicúrea femenina. Podría ser Temista o Leontion.